# Langasandur
Langasandur [ˈlɛŋkaˌsantʊɹ] (dänischer Name: Langesand, wörtlich: „langer Strand“) ist ein Ort der Färöer im Nordosten der Hauptinsel Streymoy.
Wie der Name des Ortes andeutet, gibt es hier einen Strand. Allerdings ist er nicht sonderlich lang. Der Ort wurde 1838 gegründet.

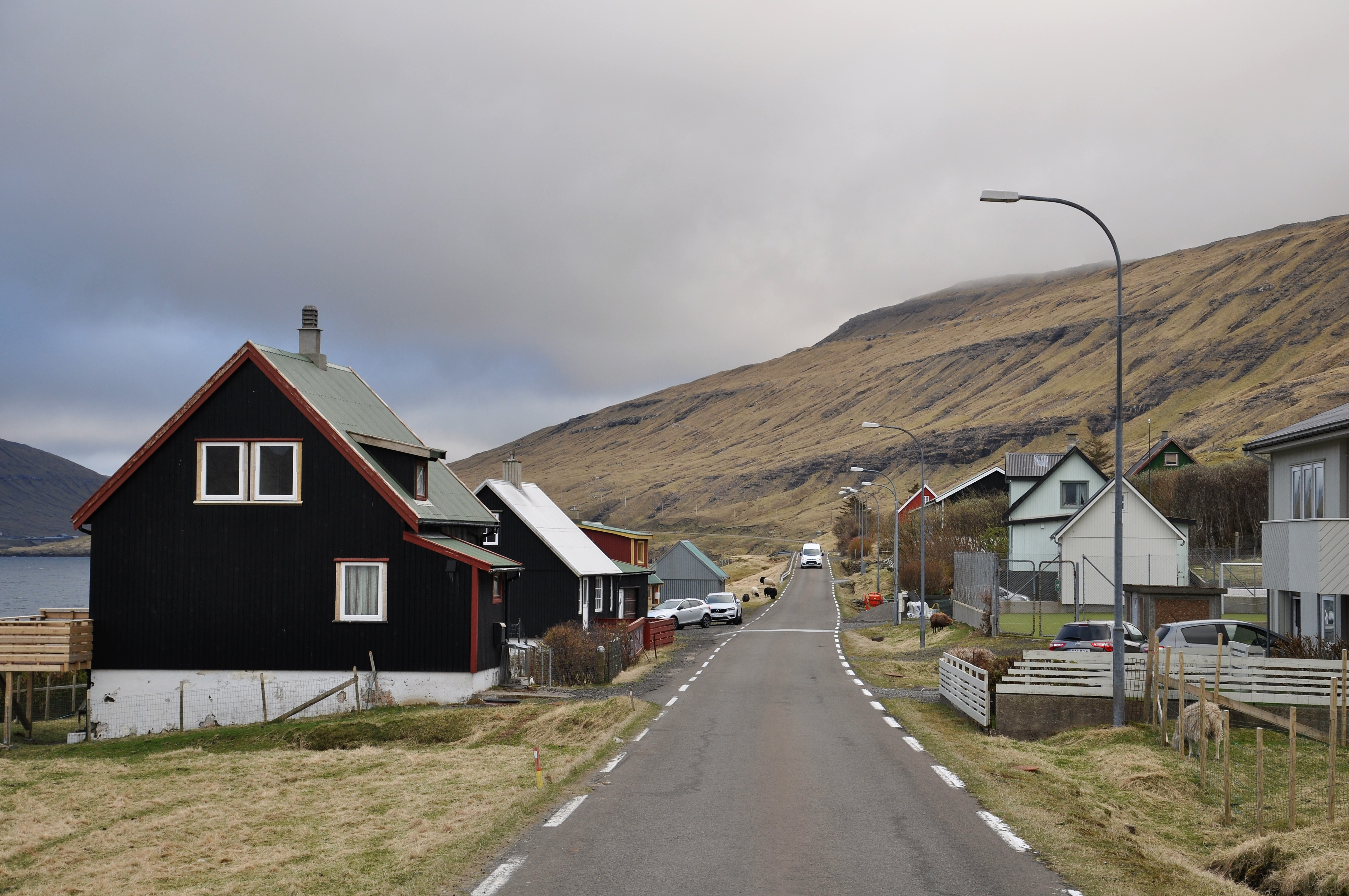
Langasandur von Norden gesehen
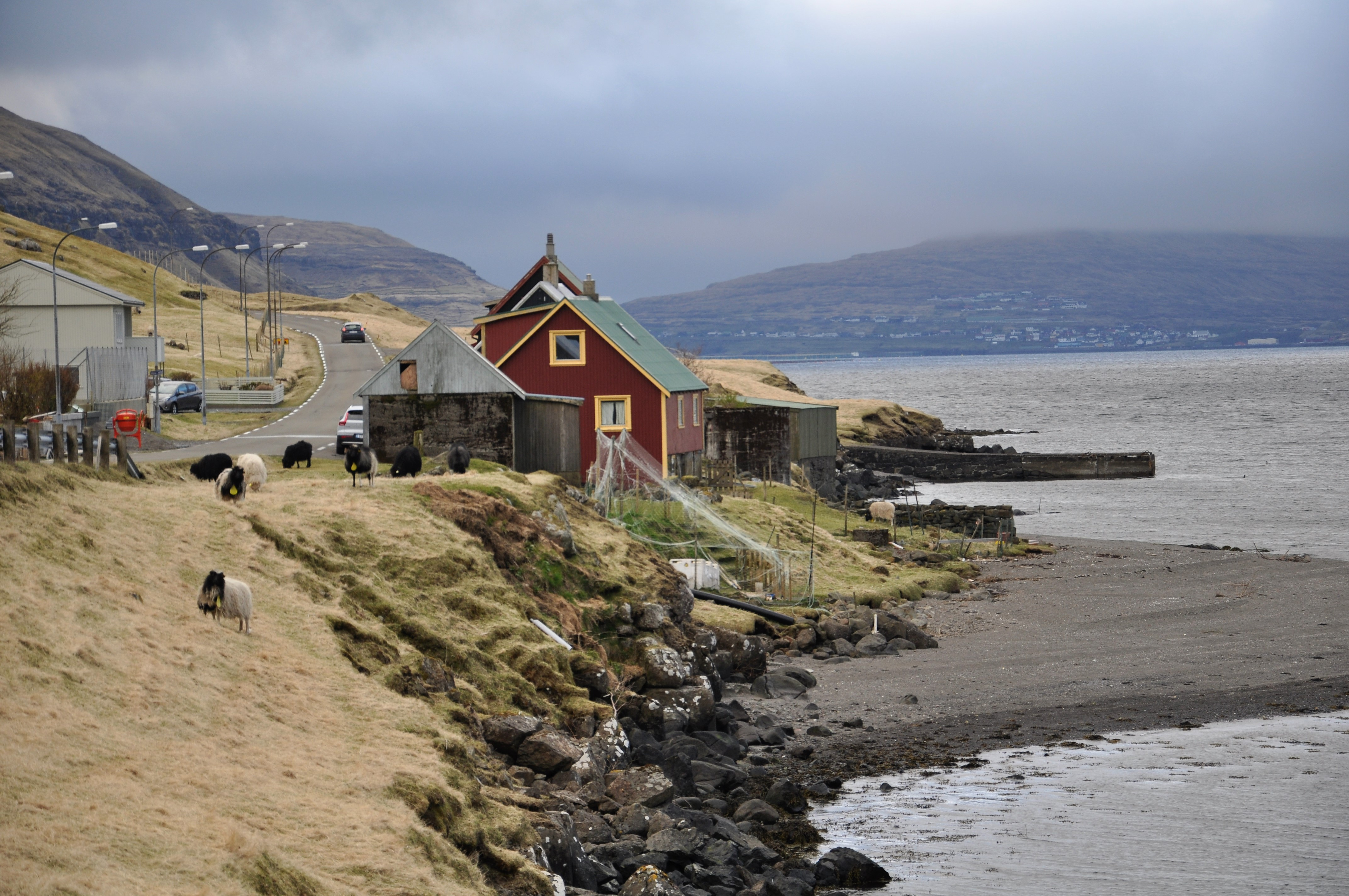
Langasandur mit seinem Strand
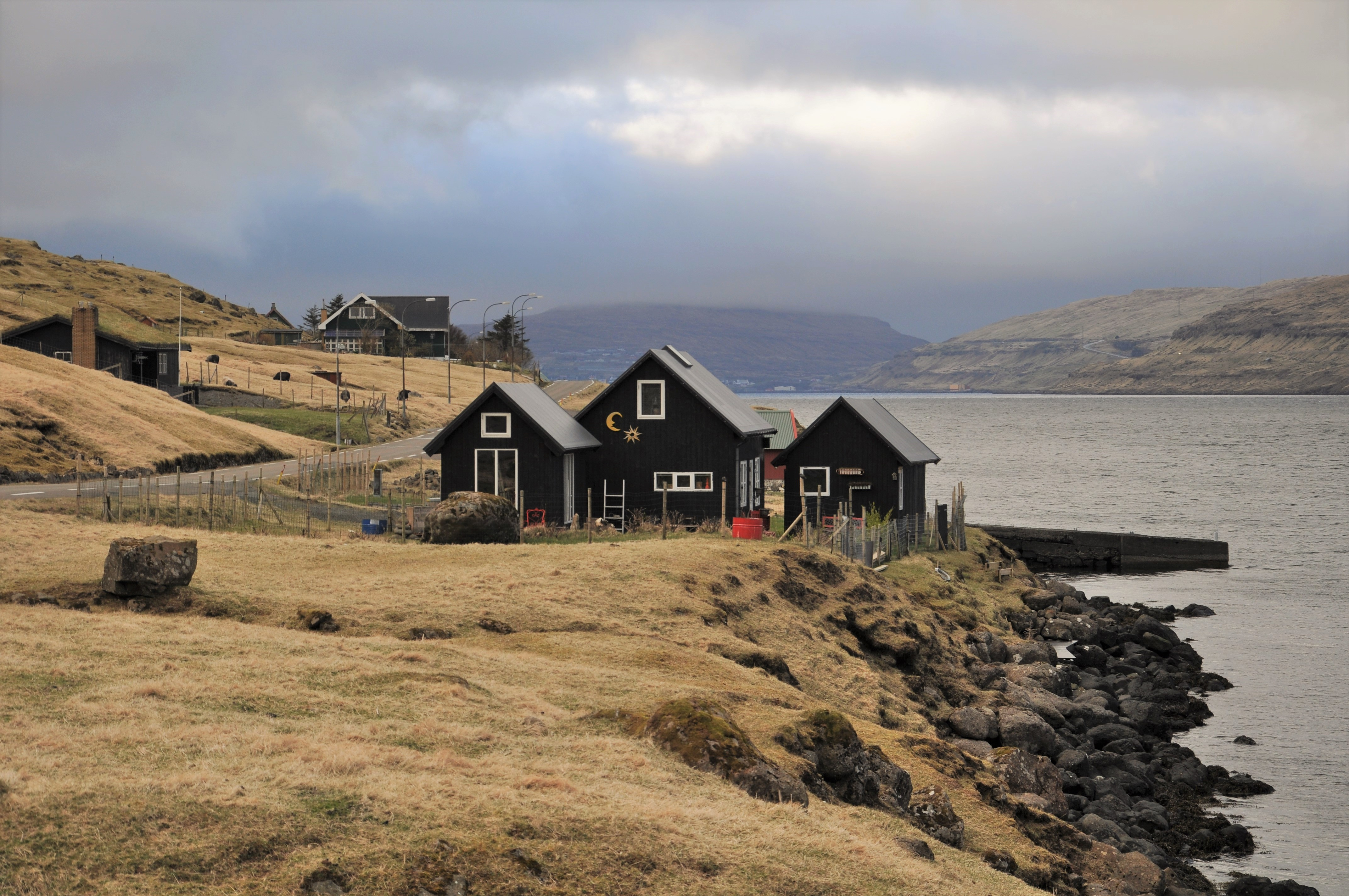
Einige Häuser am südlichen Rand des Dorfes